# NGC 2370
NGC 2370 è una galassia a spirale barrata situata nella costellazione dei Gemelli, a una distanza di circa 273 milioni di anni luce dalla nostra Via Lattea.

## Scoperta
La galassia è stata scoperta il 10 novembre 1864 dall'astronomo tedesco Albert Marth.

## Descrizione
NGC 2370 presenta una larga riga a 21 cm dell'idrogeno neutro.